# Tôn giáo Đại Việt thời Lý
Trong các tôn giáo Đại Việt thời Lý, Phật giáo về cơ bản là tôn giáo có ảnh hưởng nhiều nhất, ngoài ra Nho giáo và Đạo giáo cũng có tác động đến đời sống chính trị xã hội. Thời Lý, bên cạnh tín ngưỡng dân gian truyền thống có tư tưởng tam giáo đồng nguyên, coi trọng cả ba tôn giáo này.

## Tín ngưỡng dân gian
Tín ngưỡng dân gian hình thành từ nhiều đời vẫn rất phổ biến. Những phong tục ngày càng được mở rộng như thờ cúng tổ tiên, thờ cúng các anh hùng dân tộc, người có công với làng, với nước…
Nhà Lý đã dựng đền "Đồ đại thành hoàng", đền "Đồng cổ" (trống đồng), đền thờ Hai Bà Trưng, đền thờ Phùng Hưng, đền thờ Phạm Cự Lạng ở kinh thành Thăng Long; nâng lễ thờ thần Phù Đổng Thiên Vương lên tầm quốc gia.
Các tục thờ nguyên thủy "vạn vật hữu linh" vẫn còn nhiều. Triều đình cũng tham gia vào đời sống tín ngưỡng với dân gian.

## Phật giáo

### Phát triển
Phật giáo được truyền vào từ thời Bắc thuộc, vẫn đóng vai trò ảnh hưởng lớn hơn cả. Sau khi lên ngôi, Lý Công Uẩn cho xây dựng nhiều chùa, phát hàng ngàn lạng vàng thuê thợ đúc chuông đặt trong các chùa.
Các vua Lý kế nghiệp cũng tiếp tục xây dựng chùa chiền, đúc chuông, tô tượng, cử sứ sang Trung Quốc xin nhà Tống kinh Phật, biến các chùa thành nơi cầu đảo, làm lễ tạ ơn khi chiến thắng quân xâm lược, lễ đại xá… Các quý tộc và nhân dân cũng đóng góp xây dựng nhiều chùa ở các địa phương.
Việc chú trọng xây dựng chùa thời Lý được sử gia Lê Văn Hưu thời Trần ghi nhận là "xây tường cao ngất, tạc cột chùa bằng đá, làm chùa thờ Phật lộng lẫy hơn cả cung điện của vua".
Chùa chiền mọc lên khắp nơi và trở thành biểu tượng của Phật giáo. Chùa thời Lý được chia làm 3 hạng: Đại, Trung và Tiểu danh lam. Nổi lên các chùa lớn là chùa Dâu, chùa Phật Tích, chùa Dạm (Bắc Ninh), chùa Long Đọi (Hà Nam). Năm 1049, Lý Thái Tông cho xây chùa Diên Hựu, dựng cột đá ở giữa ao, làm tòa sen của Phật Quan Âm đặt trên cột đá. Năm 1105, Lý Nhân Tông cho sửa lại, vét hồ Liên Hoa đài, gọi là hồ Linh Chiểu, ngoài hồ có hành lang chạm vẽ chạy xung quanh, ngoài hồ có hành lang lại đào hồ Bích Trì có cầu bắc qua để đi lại….
Do du nhập vào Đại Việt qua những con đường khác nhau và do sự tiếp nhận của nhân dân đương thời, Phật giáo không có một dòng duy nhất. Có dòng hòa với tín ngưỡng dân gian cổ truyền (các chùa Pháp Vân, chùa Pháp Vũ, chùa Diên Hựu - Một Cột…), có dòng thiên về Mật Tông (với những nhà sư giỏi về pháp thuật và chữa bệnh), có dòng thoát tục, có dòng tu tại gia lấy "cái tâm" làm gốc… Trong trào lưu đó, giai cấp thống trị mong muốn tìm ra một tôn giáo làm nền cho sinh hoạt tinh thần và tâm tinh người Việt, thoát khỏi hệ tư tưởng Nho giáo của phương Bắc.
Nối tiếp ý tưởng của cha ông, Lý Thánh Tông đã có ý định sáng lập ra phái Thiền Đảo Đường với nhiều nét của phương Nam, nhưng không thành. Dần dần hình thành sự hòa hợp giữa Phật giáo và Nho giáo.

### Ảnh hưởng đầu thời Lý
Kế tục từ thời Đinh – Lê, nhiều nhà sư tham gia vào việc triều chính. So sánh ảnh hưởng của Phật giáo tới chính trị thời Lý với các thời kỳ mới giành lại độc lập như Ngô – Đinh - Tiền Lê, Hoàng Xuân Hãn cho rằng có sự khác biệt. Trước thời Lý, các vua xuất thân đều từ võ biền, ít kiến thức nên phải nhờ nhiều vào vai trò của các nhà sư trong mưu lược chính trị, điển hình như sư Khuông Việt nhà Đinh hay sư Vạn Hạnh nhà Tiền Lê. Sang thời Lý, các vua có học vấn cao hơn và triều thần cũng có nhiều người uyên bác hơn.
Tuy ảnh hưởng tới chính trị không nhiều nhưng vai trò giáo hóa tư tưởng của đạo Phật khá sâu sắc. Điều đó thể hiện ở phong tục, luật pháp thuần hậu hơn so với trước. Các vua Đinh - Tiền Lê ưa dùng hình phạt nặng, cực hình tàn nhẫn, sang thời Lý các vua dùng pháp luật khoan dung hơn: Lý Thái Tông tha những người em từng có ý định tranh ngôi và thủ lĩnh người Tày Nùng Trí Cao, Lý Thánh Tông tha vua Chiêm Thành là Chế Củ và quan tâm cả tới tù nhân bị đói rét… Những việc làm đó không bị xem là sự giả dối về chính trị mà được coi là biểu hiện của lòng từ bi do ảnh hưởng từ đạo Phật.
Trong phạm vi tín ngưỡng và kỹ thuật, các vị cao tăng vẫn rất được xem trọng. Vua và thái hậu thường mời các vị sư có tiếng vào trụ trì trong thành nội để giảng kinh như Viên Chiếu, Mãn Giác, Huệ Sinh, Chân Không, Giác Hải, Thông Biện, Không Lộ… Không chỉ giảng đạo, họ còn có khả năng chữa bệnh như Không Lộ, Đạo Tuệ, Nguyệt Học… Họ được vua, hoàng tộc và các quan văn võ xem trọng như bậc thầy.

### Ảnh hưởng cuối thời Lý
Từ thời Lý Thần Tông, các vua thường qua đời sớm, vua lên thay còn nhỏ, thái hậu buông rèm chấp chính. Sự sùng đạo Phật từ lúc này bị xem là trở thành mối dị đoan, bắt nhịp với đạo Giáo và tín ngưỡng cổ truyền.
Tuy những mối dị đoan không làm ảnh hưởng tới chính trị, nhưng đủ làm bằng chứng về nhân tâm rối loạn, nhà chức trách bỏ phí thời gian vào việc hão huyền, việc thưởng phạt trong triều đình căn cứ vào những điều không chính đáng.

## Nho giáo và Đạo giáo
Nho giáo cũng được truyền vào từ thời Bắc thuộc. Nho giáo hình thành ảnh hưởng trong xã hội qua hệ thống giáo dục và khoa cử theo mô hình Trung Quốc. Khi việc học hành được mở mang thì nên lực lượng Nho sĩ ngày càng đông trong xã hội. Tuy nhiên, Nho giáo thời Lý nhìn chung chưa có điều kiện phát triển mạnh mẽ như các triều đại sau.
Đạo giáo cũng được truyền vào từ thời Bắc thuộc như Phật giáo và Nho giáo, tuy có vai trò ít hơn nhưng vẫn có ảnh hưởng nhất định. Điều đó được thể hiện trong chế độ thi cử, yêu cầu các thí sinh hiểu biết cả ba tôn giáo này mới có thể đỗ. Đến thời Lý Cao Tông, nhà Lý chính thức tổ chức các kỳ thi Tam giáo. Việc thi cử bằng tam giáo phản ánh tam giáo đồng nguyên vào thời Lý; trong đó Nho giáo là hệ tư tưởng dùng để quản lý xã hội, Phật giáo là quốc giáo, còn Đạo giáo có ảnh hưởng nhất định trong các tầng lớp dân cư.
Nhà nghiên cứu Hoàng Quốc Hải phân tích sâu hơn về mối quan hệ tam giáo đồng nguyên thời Lý như sau:
| “ | Sở dĩ nói "đồng nguyên" là bởi mục tiêu tối thượng của cả ba tôn giáo này đều hướng tới tính thiện, tính nhân văn. Và nhà Lý chiết xuất ra ở mỗi dòng đạo những điều ưu việt nhất làm định hướng căn bản cho việc xây dựng xã hội. Đó là: Xã hội Nho - tâm linh Phật - Thiên nhiên Đạo. Muốn tổ chức một xã hội có kỷ cương trật tự, có lề luật chặt chẽ thì không thể không dựa vào sự ràng buộc của tam cương, ngũ thường của Nho giáo. Nhưng điểm yếu nhất của Nho giáo là vị kỷ, là phân chia đẳng cấp, là trọng giàu khinh nghèo, trọng nam khinh nữ… sẽ tạo ra nhiều nhân tố bất ổn cho xã hội. Vậy muốn điều chỉnh nó thì con người phải biết tôn trọng lẫn nhau, sống trong hiếu hòa, hiếu thiện và từ bỏ lòng tham lam ích kỷ, sân hận cố chấp, để tiến tới giác ngộ mà giải thoát ra khỏi cám dỗ vật chất của đời thường, và để đạt tới sự tiến hóa ấy thời phải lấy tâm linh Phật làm cứu cánh. Lại nữa con người cùng với muôn loài được sinh ra dưới ánh mặt trời kể cả các loài thấp sinh, noãn sinh và thảo mộc đều bình đẳng. Vì vậy Lão Tử chủ trương muôn loài phải nương tựa vào nhau, cùng tồn tại chứ không loài nào được chèn ép loài nào. Con người cũng như các loài khác phải tôn trọng thiên nhiên, như Thượng đế đã an bài. Do đó, cái thiên nhiên sinh tồn phải là thiên nhiên Đạo (giáo) | ” |

.